# Oleksij Haj

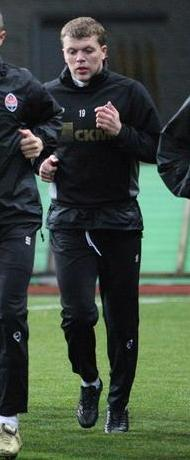
Oleksij Haj, 2009.

Oleksij Anatolijovytj Haj (ukrainska: Олексій Анатолійович Гай, ibland translittererat Gai eller Gaj) född 6 november 1982 i Zaporizjzja, är en ukrainsk fotbollsspelare (yttermittfältare) som för närvarande (2006-) spelar för den ukrainska klubben FK Sjachtar Donetsk. Haj har även spelat 29 landskamper för Ukrainas herrlandslag i fotboll och gjort 1 mål.